# Alexandre Ramalingom
Alexandre Ramalingom (Pontoise, 17 marzo 1993) è un calciatore malgascio con cittadinanza francese, attaccante del Sumqayıt.

## Caratteristiche tecniche
È un centravanti.

## Carriera

### Nazionale
Il 12 ottobre 2020 ha debuttato con la nazionale malgascia giocando l'amichevole persa 2-1 contro il Burkina Faso.

## Statistiche
Statistiche aggiornate al 27 settembre 2022.

### Cronologia presenze e reti in nazionale
| Cronologia completa delle presenze e delle reti in nazionale ― Madagascar | Cronologia completa delle presenze e delle reti in nazionale ― Madagascar | Cronologia completa delle presenze e delle reti in nazionale ― Madagascar | Cronologia completa delle presenze e delle reti in nazionale ― Madagascar | Cronologia completa delle presenze e delle reti in nazionale ― Madagascar | Cronologia completa delle presenze e delle reti in nazionale ― Madagascar | Cronologia completa delle presenze e delle reti in nazionale ― Madagascar | Cronologia completa delle presenze e delle reti in nazionale ― Madagascar |
| Data                                                                      | Città                                                                     | In casa                                                                   | Risultato                                                                 | Ospiti                                                                    | Competizione                                                              | Reti                                                                      | Note                                                                      |
| ------------------------------------------------------------------------- | ------------------------------------------------------------------------- | ------------------------------------------------------------------------- | ------------------------------------------------------------------------- | ------------------------------------------------------------------------- | ------------------------------------------------------------------------- | ------------------------------------------------------------------------- | ------------------------------------------------------------------------- |
| 12-10-2020                                                                | El Jadida                                                                 | Burkina Faso                                                              | 2 – 1                                                                     | Madagascar                                                                | Amichevole                                                                | -                                                                         | 74’                                                                       |
| 17-11-2020                                                                | Antananarivo                                                              | Madagascar                                                                | 1 – 1                                                                     | Costa d'Avorio                                                            | Qual. Coppa d'Africa 2021                                                 | -                                                                         | 90’                                                                       |
| 24-3-2021                                                                 | Bahir Dar                                                                 | Etiopia                                                                   | 4 – 0                                                                     | Madagascar                                                                | Qual. Coppa d'Africa 2021                                                 | -                                                                         | 70’                                                                       |
| 2-9-2021                                                                  | Antananarivo                                                              | Madagascar                                                                | 0 – 1                                                                     | Benin                                                                     | QCoppa del Mondo                                                          | -                                                                         | 59’                                                                       |
| 7-9-2021                                                                  | Dar es Salaam                                                             | Tanzania                                                                  | 3 – 2                                                                     | Madagascar                                                                | QCoppa del Mondo                                                          | -                                                                         | 76’                                                                       |
| 24-9-2022                                                                 | Brazzaville                                                               | Rep. del Congo                                                            | 3 – 3                                                                     | Madagascar                                                                | Amichevole                                                                | -                                                                         |                                                                           |
| 27-9-2022                                                                 | Cotonou                                                                   | Benin                                                                     | 3 – 1                                                                     | Madagascar                                                                | Amichevole                                                                | -                                                                         | 85’                                                                       |
| Totale                                                                    |                                                                           | Presenze                                                                  | 7                                                                         |                                                                           | Reti                                                                      | 0                                                                         |                                                                           |